# Andrea Maietti
Andrea Maietti (Milano, 25 luglio 1941) è uno scrittore e giornalista italiano.
Nato a Milano da genitori di Cavenago d'Adda, giornalista e docente di letteratura inglese, è autore di numerosi romanzi e saggi di argomento sportivo. Ha vinto il Premio Bancarella Sport nel 1997 per il libro La lepre sotto la luna edito da Limina.
Ha collaborato ad alcuni volumi scritti dall'amico e maestro Gianni Brera, di cui è stato biografo e poi curatore delle antologie su Brera pubblicate da Longanesi e da Baldini e Castoldi.
La sua poetica lo ha portato allo studio e al recupero delle tradizioni e del dialetto lodigiano, che ritornano spesso nei suoi libri e nella sua rubrica "La tenda sull'Adda" tenuta per anni sul quotidiano Il Cittadino.
Ha persino tradotto in dialetto lodigiano il prologo dei Racconti di Canterbury di Chaucer e ha pubblicato una versione lodigiana di Molly Malone, inno della città di Dublino.
Dal 1987, Andrea Maietti scrive anche sul quotidiano “Il Giorno”.

## Opere
- Pace che vai sull'acqua dell'Adda, 1973
- Tra il fiume e il campanile, prefazione di Gianni Brera, 1973
- Il calciolinguaggio di Gianni Brera, Lodigraf, 1976 (riedito da Il Giorno, 2012)
- Ritorno a Lodi. Diario minimo di una provincia antica, Lodigraf, 1981
- Lodi col lapis, Il Cittadino, 1993
- La lepre sotto la luna, Limina, 1996
- Vi conterò di Mariellina, Limina, 1997
- Canzone per Bugno, Limina, 1999
- Pantani e io. Un kriss nella schiena, Limina, 1999
- Nato a Betlemme. Il calcio perduto di Gianni Rivera, Limina, 2000
- Eskimo blu, Limina, 2001
- Com'era bello con Gianni Brera, Limina, 2002
- Ribot e il menalatte. Viaggio intorno a Giacinto Facchetti, galant homme, Limina, 2005
- Le scumagne, ed. PMP, 2007
- Osteria della Dossenina. Calciocranache del Fanfulla di Lodi (1976-2007), Sedizioni, 2007
- Eroi, pirati e altre storie su due ruote (AA.VV., a cura di Gianni Mura), Bur, 2010
- Quel che resta di Coppi, Limina, 2010
- Laudiadi a fumetti, ed. PMP, 2012
- Il secolo del guerriero. Lodi e l'A.C. Fanfulla: cento anni di storie e passioni sportive (1908-2008), con Aldo Papagni, Bolis Editore, 2013